# A Feather in His Cap
A Feather in His Cap è un cortometraggio muto del 1907 diretto da Lewin Fitzhamon.

## Trama
Chiuso dentro un pollaio dal padre della ragazza di cui è innamorato, il corteggiatore della fanciulla riuscirà in questo modo a sorprendere un ladro.

## Produzione
Il film fu prodotto dalla Hepworth.

## Distribuzione
Distribuito dalla Hepworth, il film - un cortometraggio di 83,8 metri - uscì nelle sale cinematografiche britanniche nel marzo 1907.
Si conoscono pochi dati del film che, prodotto dalla Hepworth, fu distrutto nel 1924 dallo stesso produttore, Cecil M. Hepworth. Fallito, in gravissime difficoltà finanziarie, il produttore pensò in questo modo di poter almeno recuperare il nitrato d'argento della pellicola.